# 擺塘
擺塘，是臺灣彰化縣大村鄉的一個傳統地域名稱，位於該鄉中部偏南。相較於今日行政區，其範圍大致與擺塘村相近。

## 歷史
台灣清治末期至日治初期，擺塘地區為一街庄，稱為「擺塘庄」，隸屬於燕霧下堡。該庄北與過溝庄為鄰，東與蓮花池庄為鄰，南邊為南平庄，西邊及西北邊為大庄。
1901年（日治明治三十四年）11月，全台廢縣廳改設二十廳，該庄隸屬於彰化廳。1903年（明治三十六年）6月，該庄編入「大庄區」，隸屬於彰化廳。1909年（明治四十二年）10月，合併二十廳為十二廳，大庄區改隸屬於臺中廳。1920年（大正九年），該庄改制並改名為「擺塘」大字，隸屬於臺中州員林郡大村庄。
戰後大村庄改制為大村鄉，隸屬於臺中縣，大字亦改制為村。1950年10月，中、彰、投分治，大村鄉改隸屬彰化縣。

## 聚落
本地區發展較早的聚落為擺塘，在日治期初期的官方地圖上已有記載。此外，本地區尚有大埔厝、北勢子等聚落。

## 交通
台鐵縱貫線是台灣西部南北鐵路幹線，大致以北微西—南微東走向經過擺塘地區東部。境內未設站，北側邊界外不遠處設有大村車站，屬簡易站，僅停靠區間車；南側最近的是員林車站，屬一等站，停靠部分普悠瑪號、太魯閣號，絕大部分自強號及其餘全部列車。由此等可前往台鐵沿線各站。
省道台1線（中山路二段～一段）又稱「縱貫公路」，是台北至屏東楓港的傳統平面幹道，大致以北北西—南南東走向繞大彎轉縱向經過本地區東部邊界外不遠處。由該道路向北北西可前往花壇、彰化、烏日、大肚等地，向南可前往員林、埔心、永靖、田尾等地。
縣道146號（中正西路）是溪湖至大村鄉犁頭厝的道路，大致以西向東經過本地區北端。由該道路向西可前往過溝、大村市區、加錫與大崙東南部交界地帶、大崙東南部、埤霞、梧鳳、三塊厝、四塊厝、頂寮東南端、溪湖市區並止於省道台19線路口，向東可前往蓮花池、黃厝北部的犁頭厝聚落南側並止於縣道137號路口。
鄉道彰71線（員大路）是大村至員林市南平的道路，其北側端點位於本地區西部邊界偏南的縣道146號路口。由此向南南東沿邊界蜿蜒而行，出境後可前往大村與擺塘交界地帶、擺塘西南部、南平並止於鄉道彰76線路口。
鄉道彰71-1線（南一橫巷、擺塘橫巷）是大村至擺塘的道路，其東南側端點位於本地區中部鄉道彰73線路口。由此向西南西至本地區西北部凹入部分邊界頂點後，沿本地區西南部凸出部分北側邊界而行，至邊界頂點後轉北微西再轉北北東可前往大村聚落並止於縣道146號路口。
鄉道彰73線（過溝三巷、中正西路、擺塘巷）是溝邊至南平的道路，大致以西北—東南走向到達本地區北部邊界後，轉東南東沿邊界而行，至縣道146號路口轉西與其共線，至擺塘路路口轉南南東獨行，經鄉道彰71-1線終點路口後續行，再轉南南西後出境。由該道路向西北轉西再轉北北西蜿蜒而行可前往過溝中部偏北並止於鄉道彰58線路口，向南南西轉東再轉南微東可前往南平並止於鄉道彰76線路口。